# Rivalités dans le football en Corse
Cette page traite des rivalités existantes dans le football en Corse. De nos jours, il y a deux clubs professionnel en Corse : l'AC Ajaccio. le SC Bastia demeure le club corse comptant le plus d'abonnés. D'autre part, le football amateur y est également développé, notamment à travers le FC Bastia-Borgo ou le Gazélec Ajaccio
Le derby de Corse, derby de la Corse, ou derby corse désigne les confrontations entre le SC Bastia et l'AC Ajaccio. Ce derby de Corse s'est joué en Division 1 et Ligue 1 à plusieurs reprises : de 1968 à 1973, de 2002 à 2005 et de 2012 à 2014. En Division 2 et Ligue 2, le SC Bastia croise l'ACA en 1966-1967, et de 2006 à 2010, et le Gazélec de 1986 à 1993.

## Le derby d'Ajaccio
Les premiers derbys d'Ajaccio se font en DH Corse, en 1959-1960 et 1960-1961,. Les deux clubs sont alors accompagnés par le FC Ajaccio, qui fusionne avec le GFCO en 1960 sous l'impulsion du président Ange Casanova, et par l'Olympique d'Ajaccio.
En 1967-1968, en Coupe de France, les deux clubs se rencontrent en seizièmes de finale au stade Vélodrome de Marseille. Devant 17 000 spectateurs, dont une majorité de supporters corse, on assiste à un match nul deux buts partout à l'issue de la prolongation. Le match retour se jouera à Paris au Parc des Princes et verra le Gazélec battre l'ACA grâce à Marc Kanyan au terme d'un raid solitaire.
Les deux clubs se recroisent en National pour la saison 1997-1998. Au match aller, l'ACA, qui finira champion, fait match nul (1 à 1) chez son voisin avant de remporter le match retour 3 à 0.
Lors de la saison 2014-2015, le Gazélec Ajaccio et l'AC Ajaccio s'affronteront dans le cadre des matchs du championnat de Ligue 2 le 15 août 2014 au stade Ange Casanova et le 23 janvier 2015 au stade François Coty. Le bilan tourne à l'avantage des Acéistes avec 5 victoires, 2 nuls et 4 défaites face à l'ennemi du GFC Ajaccio.
Confrontations
| Saisons | Compétitions        | Dates      | Lieux               | Domicile        | Scores | Extérieur       |
| ------- | ------------------- | ---------- | ------------------- | --------------- | ------ | --------------- |
| 1963–64 | Coupe de France     | 03-11-1963 | Stade Ange-Casanova | Gazélec Ajaccio | 7 – 1  | AC Ajaccio      |
| 1963–64 | Coupe de France 16e | 11-02-1968 | Stade Ange-Casanova | Gazélec Ajaccio | 2 – 2  | AC Ajaccio      |
| 1963–64 | Coupe de France 16e | 18-02-1968 | Stade Ange-Casanova | Gazélec Ajaccio | 1 – 0  | AC Ajaccio      |
| 1997–98 | National            | 18-08-1997 | Stade Ange-Casanova | Gazélec Ajaccio | 1 – 1  | AC Ajaccio      |
| 1997–98 | National            | 10-01-1998 | Stade François-Coty | AC Ajaccio      | 3 – 0  | Gazélec Ajaccio |
| 2014–15 | Ligue 2             | 18-08-2014 | Stade Ange-Casanova | Gazélec Ajaccio | 0 – 2  | AC Ajaccio      |
| 2014–15 | Ligue 2             | 23-01-2015 | Stade François-Coty | AC Ajaccio      | 0 – 3  | Gazélec Ajaccio |
| 2016–17 | Ligue 2             | 09-12-2016 | Stade Ange-Casanova | Gazélec Ajaccio | 4 – 1  | AC Ajaccio      |
| 2016–17 | Ligue 2             | 08-05-2017 | Stade François-Coty | AC Ajaccio      | 1 – 0  | Gazélec Ajaccio |
| 2017–18 | Ligue 2             | 23-10-2017 | Stade François-Coty | AC Ajaccio      | 2 – 0  | Gazélec Ajaccio |
| 2017–18 | Ligue 2             | 16-03-2018 | Stade Ange-Casanova | Gazélec Ajaccio | 0 – 1  | AC Ajaccio      |
| 2018–19 | Ligue 2             | 02-11-2018 | Stade François-Coty | AC Ajaccio      | 1 – 2  | Gazélec Ajaccio |
| 2018–19 | Ligue 2             | 05-04-2019 | Stade Ange-Casanova | Gazélec Ajaccio | 1 – 0  | AC Ajaccio      |

## Le derby de Bastia
Il s'est joué en CFA 2, en Division 4 et en Coupe de France entre l'EF Bastia et le CA Bastia.
En 2012-2013, le derby s'est joué entre le CA Bastia alors en National et le SC Bastia alors en Ligue 1. 
Confrontations
| Compétitions        | Dates      | Lieux                | Domicile  | Scores | Extérieur |
| ------------------- | ---------- | -------------------- | --------- | ------ | --------- |
| Division 4          | 12-10-1980 | Stade Erbajolo       | CA Bastia | 1 – 0  | EF Bastia |
| Division 4          | 01-03-1981 | Stade François-Monti | EF Bastia | 3 – 0  | CA Bastia |
| Coupe de France 6e  | 30-10-2010 | Stade Armand Cesari  | SC Bastia | 5 – 1  | CA Bastia |
| Coupe de France 4e  | 02-10-2011 | Stade François-Monti | EF Bastia | 2 – 0  | CA Bastia |
| Coupe de France 32e | 06-01-2013 | Stade Erbajolo       | CA Bastia | 2 – 0  | SC Bastia |
| National 3          | 13-01-2018 | Stade Armand Cesari  | SC Bastia | 3 – 1  | ÉF Bastia |
| National 3          | 12-05-2018 | Stade François Monti | ÉF Bastia | 1 – 1  | SC Bastia |

## Les derbys entre clubs corses

### Rivalité entre l'AC Ajaccio et le SC Bastia
Confrontations depuis 1965
| Saisons | Compétitions        | Dates      | Lieux               | Domicile   | Scores | Extérieur  |
| ------- | ------------------- | ---------- | ------------------- | ---------- | ------ | ---------- |
| 1965–66 | Ligue 2             | 28-11-1965 | Stade Timizzolo     | AC Ajaccio | 1 – 3  | SC Bastia  |
| 1965–66 | Coupe de France R32 | 13-02-1965 | Stade Timizzolo     | AC Ajaccio | 1 – 0  | SC Bastia  |
| 1965–66 | Ligue 2             | 21-05-1966 | Stade Armand-Cesari | SC Bastia  | 6 – 0  | AC Ajaccio |
| 1966–67 | Ligue 2             | 09-10-1966 | Stade Timizzolo     | AC Ajaccio | 0 – 2  | SC Bastia  |
| 1966–67 | Ligue 2             | 05-02-1967 | Stade Armand-Cesari | SC Bastia  | 0 – 0  | AC Ajaccio |
| 1968–69 | Ligue 1             | 01-12-1968 | Stade Timizzolo     | AC Ajaccio | 4 – 0  | SC Bastia  |
| 1968–69 | Ligue 1             | 18-03-1969 | Stade Armand-Cesari | SC Bastia  | 1 – 0  | AC Ajaccio |
| 1969–70 | Ligue 1             | 05-10-1969 | Stade Armand-Cesari | SC Bastia  | 2 – 0  | AC Ajaccio |
| 1969–70 | Ligue 1             | 15-03-1970 | Stade Timizzolo     | AC Ajaccio | 2 – 0  | SC Bastia  |
| 1970–71 | Ligue 1             | 04-10-1970 | Stade Timizzolo     | AC Ajaccio | 6 – 1  | SC Bastia  |
| 1970–71 | Ligue 1             | 04-04-1971 | Stade Armand-Cesari | SC Bastia  | 1 – 4  | AC Ajaccio |
| 1971–72 | Ligue 1             | 04-11-1971 | Stade François-Coty | AC Ajaccio | 2 – 0  | SC Bastia  |
| 1971–72 | Coupe de France R16 | 12-03-1972 | Stade François-Coty | AC Ajaccio | 0 – 2  | SC Bastia  |
| 1971–72 | Coupe de France R16 | 15-03-1972 | Stade Armand-Cesari | SC Bastia  | 0 – 0  | AC Ajaccio |
| 1971–72 | Ligue 1             | 26-03-1972 | Stade Armand-Cesari | SC Bastia  | 2 – 1  | AC Ajaccio |
| 1972–73 | Ligue 1             | 04-10-1972 | Stade Armand-Cesari | SC Bastia  | 1 – 0  | AC Ajaccio |
| 1972–73 | Ligue 1             | 25-03-1973 | Stade François-Coty | AC Ajaccio | 0 – 1  | SC Bastia  |
| 2002–03 | Ligue 1             | 31-10-2003 | Stade Armand-Cesari | SC Bastia  | 1 – 2  | AC Ajaccio |
| 2002–03 | Ligue 1             | 31-01-2003 | Stade François-Coty | AC Ajaccio | 1 – 1  | SC Bastia  |
| 2003–04 | Ligue 1             | 31-10-2003 | Stade Armand-Cesari | SC Bastia  | 1 – 1  | AC Ajaccio |
| 2003–04 | Ligue 1             | 26-03-2004 | Stade François-Coty | AC Ajaccio | 1 – 0  | SC Bastia  |
| 2004–05 | Ligue 1             | 20-08-2004 | Stade Armand-Cesari | SC Bastia  | 1 – 0  | AC Ajaccio |
| 2004–05 | Ligue 1             | 14-01-2005 | Stade François-Coty | AC Ajaccio | 1 – 0  | SC Bastia  |
| 2006–07 | Ligue 2             | 09-11-2006 | Stade François-Coty | AC Ajaccio | 0 – 1  | SC Bastia  |
| 2006–07 | Ligue 2             | 27-04-2007 | Stade Armand-Cesari | SC Bastia  | 4 – 1  | AC Ajaccio |
| 2007–08 | Ligue 2             | 26-10-2007 | Stade François-Coty | AC Ajaccio | 1 – 3  | SC Bastia  |
| 2007–08 | Ligue 2             | 05-04-2008 | Stade Armand-Cesari | SC Bastia  | 0 – 1  | AC Ajaccio |
| 2008–09 | Ligue 2             | 05-12-2008 | Stade Armand-Cesari | SC Bastia  | 6 – 2  | AC Ajaccio |
| 2008–09 | Ligue 2             | 08-05-2009 | Stade François-Coty | AC Ajaccio | 1 – 1  | SC Bastia  |
| 2009–10 | Ligue 2             | 30-10-2009 | Stade Armand-Cesari | SC Bastia  | 1 – 0  | AC Ajaccio |
| 2009–10 | Ligue 2             | 02-04-2010 | Stade François-Coty | AC Ajaccio | 1 – 2  | SC Bastia  |
| 2012–13 | Ligue 1             | 21-10-2012 | Stade François-Coty | AC Ajaccio | 0 – 0  | SC Bastia  |
| 2012–13 | Ligue 1             | 02-03-2013 | Stade Armand-Cesari | SC Bastia  | 1 – 0  | AC Ajaccio |
| 2021–22 | Ligue 2             | 25-09-2021 | Stade Armand-Cesari | SC Bastia  | 2 – 0  | AC Ajaccio |
| 2021–22 | Ligue 2             | 12-03-2022 | Stade François-Coty | AC Ajaccio | 0 – 1  | SC Bastia  |

La rivalité entre le Sporting Club de Bastia et l’AC Ajaccio est sans aucun doute la plus importante de Corse en raison de la popularité des deux clubs. Ils sont les deux clubs Corses avec la meilleure affluence et le plus de soutiens, même si Bastia garde un avantage sur l’ensemble de l’île. De nombreux incidents ont éclatés lors des derbys entre les deux clubs, contrairement à ceux entre le SCB et le Gazelec qui se déroulent généralement dans une ambiance bonne enfant, ou encore ceux entre le Gazelec et l’AC Ajaccio, qui, malgré quelques incidents et une vieille rivalité, restent bien moins sous tensions que les matchs entre l’ACA et le Sporting.

### Rivalité entre le Gazélec Ajaccio et le SC Bastia
Les deux clubs se croisent en CFA Sud-Est 1963-1964 et 1964-1965.
Il faut attendre 1986-1987 pour que les deux clubs se retrouvent, en Division 2. Ils évoluent encore ensemble en 1987-1988, mais aucune rencontre en championnat entre 1988 et 1990 en raison de la relégation du GFCO en Division 3. Les deux clubs se retrouvent encore trois saisons de 1990-1991 à 1992-1993.
En 1993, après un derby à l'ambiance regrettable, le président du Gazélec, M. Appietto, dit à la presse « avant le match, on pense toujours qu'il s'agira d'une fête comme ce fut souvent le cas. Malheureusement, il arrive qu'on déchante et cela est arrivé. Je n'aurais jamais pensé qu'un tel climat d'hostilité pourrait s'instaurer. Je n'en connais pas les causes et jamais, les Bastiais n'avaient eu un tel comportement vis-à-vis de leurs adversaires. Bastia, après la catastrophe de Furiani, joue à Mezzavia d'où notre colère après les graves incidents qui se sont produits au cours du derby. Il faut que l'on voit les dirigeants bastiais et qu'une coopération nouvelle s'instaure. Sinon, le SCB sera indésirable à Ajaccio... ». La même année, néanmoins, les deux clubs se réconcilient.
Confrontations
| Saison    | Championnat | Rencontre          | Rés. | Date              | Buteur(s) pour le GFCO                   | Buteur(s) pour Bastia  | Spectateurs |
| --------- | ----------- | ------------------ | ---- | ----------------- | ---------------------------------------- | ---------------------- | ----------- |
| 1963-1964 | CFA Sud-Est | GFCOA - SÉC Bastia | 1-1  | nc                | nc                                       | nc                     | nc          |
| 1963-1964 | CFA Sud-Est | SÉC Bastia - GFCOA | 0-1  | nc                | nc                                       | -                      | nc          |
| 1986-1987 | Division 2  | GFCOA - SÉC Bastia | 3-2  | 8 août 1986       | nc                                       | nc                     | nc          |
| 1986-1987 | Division 2  | SÉC Bastia - GFCOA | 3-1  | 23 mai 1987       | nc                                       | nc                     | nc          |
| 1987-1988 | Division 2  | SÉC Bastia - GFCOA | 2-0  | 17 juillet 1987   | -                                        | nc                     | nc          |
| 1987-1988 | Division 2  | GFCOA - SÉC Bastia | 6-0  | 23 mai 1987       | nc                                       | -                      | nc          |
| 1990-1991 | Division 2  | GFCOA - SÉC Bastia | 1-1  | 26 octobre 1990   | nc                                       | nc                     | nc          |
| 1990-1991 | Division 2  | SÉC Bastia - GFCOA | 1-0  | 22 mars 1991      | -                                        | nc                     | nc          |
| 1991-1992 | Division 2  | GFCOA - SÉC Bastia | 2-2  | 17 août 1991      | nc                                       | nc                     | nc          |
| 1991-1992 | Division 2  | SÉC Bastia - GFCOA | 2-0  | 13 décembre 1991  | nc                                       | nc                     | nc          |
| 1992-1993 | Division 2  | GFCOA - SC Bastia  | 1-3  | 11 septembre 1992 | nc                                       | nc                     | nc          |
| 1992-1993 | Division 2  | SC Bastia - GFCOA  | 1-2  | 6 février 1993    | nc                                       | nc                     | nc          |
| 2015-2016 | Ligue 1     | SC Bastia - GFCOA  | 1-2  | 7 novembre 2015   | Zoua 19e (pen.), Boutaïb 70e             | Brandão 5e             | 11 901      |
| 2015-2016 | Ligue 1     | GFCA - SC Bastia   | 3-2  | 24 avril 2016     | Boutaïb 20e, Pujol 37e, Larbi 63e (pen.) | Ngando 9e, Cahuzac 77e | 4 104       |

Statistiques
| Compétition                               | Victoires du GFCO Ajaccio | Matchs nuls | Victoires du SC Bastia | Total |
| ----------------------------------------- | ------------------------- | ----------- | ---------------------- | ----- |
| Ligue 1                                   | 2                         | 0           | 0                      | 2     |
| Division 2                                | 3                         | 2           | 5                      | 10    |
| Championnat de France amateur (1948-1970) | 2                         | 1           | 1                      | 4     |
| Total                                     | 7                         | 3           | 6                      | 16    |